# Burgwall von Meetschow
Beim Burgwall von Meetschow handelt es sich um zwei nordöstlich von Meetschow in Niedersachsen gelegene mittelalterliche Befestigungsanlagen, von denen sich außer Bodenerhebungen keine Reste erhalten haben. Die als Meetschow I bezeichnete Anlage war ein im 10. Jahrhundert entstandener Ringwall, der im 13. Jahrhundert zu einer Turmhügelburg umgestaltet wurde. In unmittelbarer Nähe befand sich ein slawischer Burgwall des 10. Jahrhunderts, der die Bezeichnung Meetschow II trägt. Beide Befestigungsanlagen lagen unweit der Elbe auf einer kleinen Halbinsel, die der Laascher See und das Gewässer Leipgraben bilden.

## Meetschow I

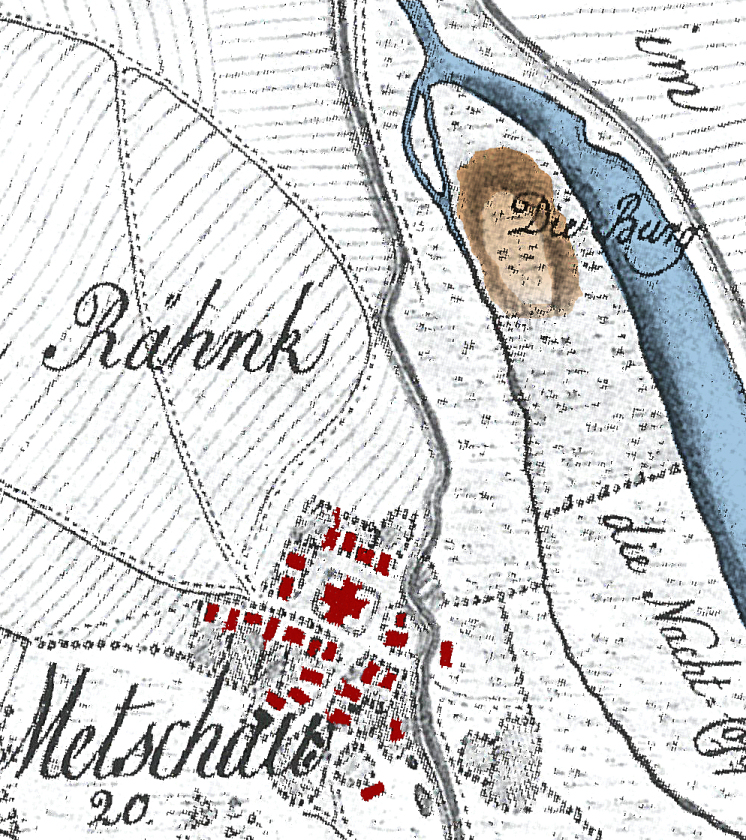
Burgwall von Meetschow I auf einer Karte der Kurhannoverschen Landesaufnahme um 1780

Der Burgwall Meetschow I ist seit langem bekannt, da er als Erhöhung eine markante Geländemarke in der flachen Niederung darstellt. Erste Ausgrabungen fanden 1958/59 unter Alfred Pudelko und 1973 unter Heiko Steuer statt. Von 2005 bis 2007 wurden die Burgstelle und die in der Nähe befindlichen slawischen Siedlungen von der Universität Göttingen ergraben. Bei jüngeren, durch die Universität Göttingen durchgeführten Untersuchungen in den Jahren 2005–2007 wurden Konstruktionshölzer gefunden, die sich im Grundwasserbereich unter Sauerstoffabschluss erhalten haben. Nach ihrer dendrochronologischen Datierung begann der Bau des Burgwalls im Jahre 906 und wurde 910 abgeschlossen. Er bestand anfangs aus einem 10 Meter breiten und rund 3 Meter hohen Ringwall, der einen Innenraum von etwa 25 Meter Durchmesser bildete. Beim Wall handelte es sich um eine mit Erdreich gefüllte Holzkastenkonstruktion. Als zusätzliche Absicherung sperren südlich des Ringwalls drei Abschnittswälle die Halbinsel ab. Die Geländesituation ausnutzend sperren 100, 150 und 250 m südlich der Burg drei Abschnittswälle die Halbinsel ab. Dem zweiten Wall sind schachbrettartig angelegte Reiterhindernisse vorgelagert, die aus zwei Reihen von Hügeln und Vertiefungen bestehen.
Die Anlage wies in drei Nutzungsphasen fünf Bauphasen auf. Eine erste Ausbauphase lässt sich dendrochronologisch in das Jahr 929 datieren und ist wahrscheinlich mit einem bekannten historischen Ereignis verbunden. Denn in diesem Jahr schlug König Heinrich I. die Slawen in einer Schlacht bei Lunkini, das mit dem auf der östlichen Elbseite unweit von Meetschow gelegenen Ort Lenzen gleichgesetzt wird. Der Ausbau fand vermutlich im Vorfeld der Schlacht statt. In der Folge der für die Slawen verloren gegangenen Schlacht ist möglicherweise Ringwall Meetschow I zerstört worden, zumindest ließen sich Brandspuren in diese Weise interpretieren. Der darauf erfolgte Wiederaufbau fiel in der 2. Hälfte des 10. Jahrhunderts einer Überschwemmung zu Opfer. Eine kurzzeitige, erneute Nutzung des Ringwalls erfolgte ab 1014.
Kurz darauf wurde die Wallanlage aufgegeben und im 13. Jahrhundert zu einer Turmhügelburg mit Doppelgraben umgestaltet. Durch das planierte Erdreich des Walls weitete sich der Burghügel auf einen Durchmesser von 80 Meter aus. Diese Motte wurde aber aufgrund der durch den Deichbau des 14. Jhs. verursachten Geländevernässung schon nach relativ kurzer Zeit wieder aufgegeben.

## Meetschow II

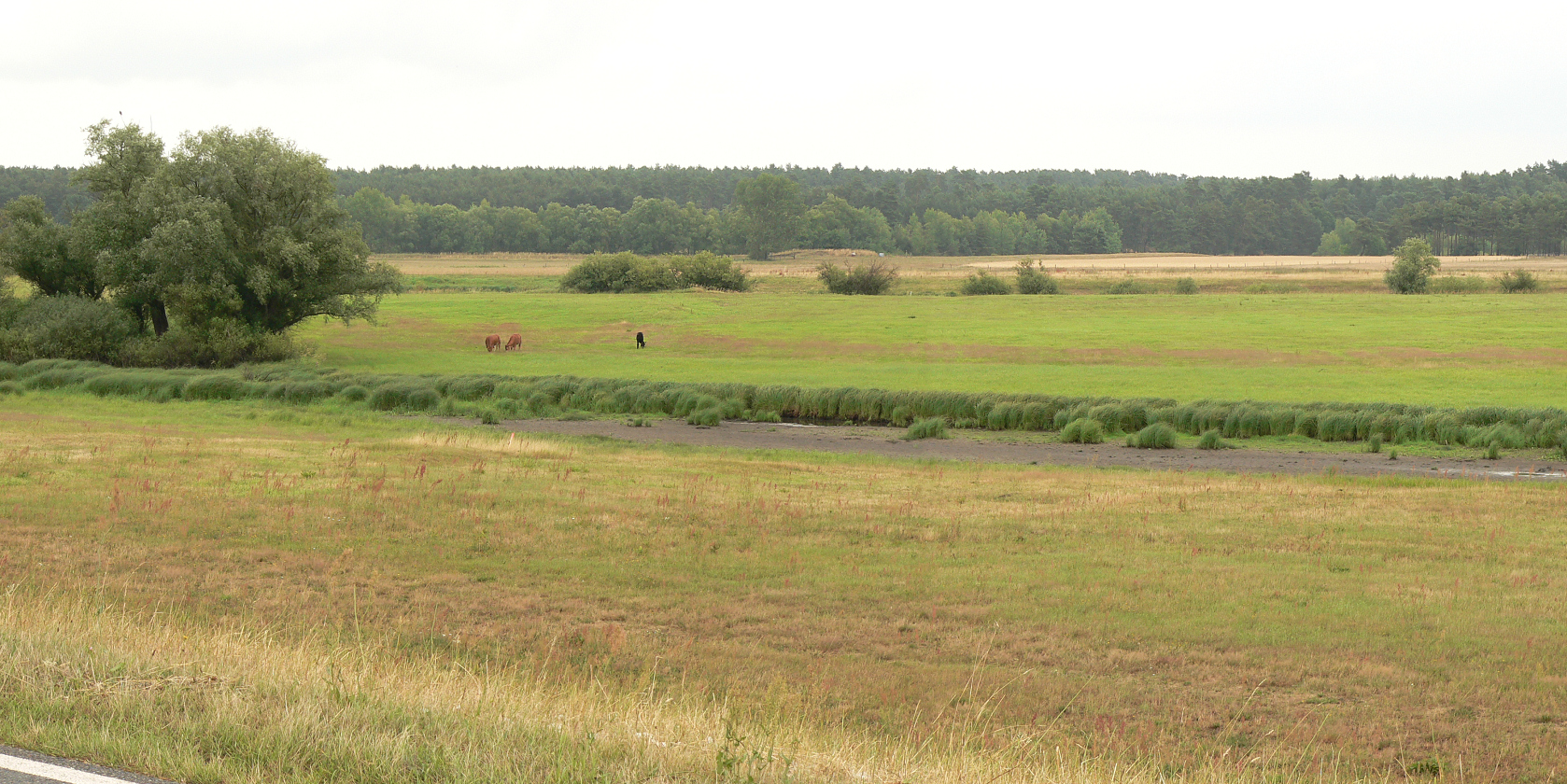
Blick vom Elbdeich auf das Wiesengelände mit den Fundstellen der Burgwälle, Meetschow I hinter den Bäumen links, Meetschow II in Bildmitte

Der Burgwall Meetschow II (53° 3′ 5,7″ N, 11° 23′ 41,4″ O) wurde bei geophysikalischen Prospektionsmaßnahmen mit Georadar und durch Geomagnetik im näheren Umfeld des Burgwalls Meetschow I entdeckt und im Jahr 2006 archäologisch untersucht. Er liegt etwa 100 Meter südöstlich von Meetschow I am Ufer des Laascher See und ist wegen seiner Einebnung oberflächlich nicht mehr sichtbar. Eine Hälfte des Burgwalls ist bereits durch den See, durch den das Gewässer Seege fließt, erodiert worden. Der Burgwall verfügte über einen 7,5 Meter breiten Wall und hatte einen Innenraum mit einem Durchmesser von 45 Meter. Durch Funde von mittelslawischer Keramik aus dem 10. Jahrhundert ließ sich die Anlage einer Nutzung durch Slawen zuordnen. Die Archäologen datieren sie in die Zeit um das Jahr 950. Es fanden sich Spuren einer Zerstörung durch Brand. Ob beide Burgwälle gleichzeitig oder zeitlich nacheinander bestanden haben, ist bis heute nicht eindeutig geklärt. Einer Hypothese nach könnte der Burgwall Meetschow I durch ein Hochwasser zerstört worden sein, was zur Anlage des 1,6 Meter höher gelegenen Burgwalls Meetschow II geführt haben könnte.

## Siedlung Schezla
Bei den archäologischen Untersuchungen wurden nur wenig südlich des Burgwalls Meetschow II Reste einer Siedlung gefunden, die in das 8. Jahrhundert datiert wird und schon vor dem Bau der Ringwälle bestand. Die Siedlung war durch einen Abschnittswall gesichert. Sie wird anhand der Fundstücke einer sächsischen wie auch einer slawischen Bevölkerung zugerechnet. Bei den Ausgrabungen wurden rund 16.000 Knochenreste tierischer Herkunft gefunden, bei denen es sich um Nahrungs- und Schlachtabfälle handelte. Es wird vermutet, dass es sich dabei um den im Diedenhofener Kapitular im Jahre 805 erwähnten Grenzort „Skaesla“ (Schezla) handelt.